# Љутина
Љутина је врста високе падавине која је карактеристична за зимски период. Тачније, то је снег који се излучује у виду ледених иглица или плочица при врло ниским температурама (испод —20 ºC) и стабилном времену. Карактеристична је за више географске ширине.